# One More Chance (chanson de Michael Jackson)
Pour les articles homonymes, voir One More Chance.
Singles de Michael Jackson
Butterflies
(2002)  The Girl Is Mine 2008
(2008)
Pistes de Number Ones
Break of Dawn
One More Chance est une chanson de Michael Jackson qui apparait en titre inédit dans l'album Number Ones. La chanson a fait l'objet d'un single sorti le 20 novembre 2003.
Deux autres chansons de la discographie des Jackson se nomment aussi One More Chance. Elles figurent respectivement dans l'album ABC (1970) des Jackson Five et dans l'album Victory (1984) des Jacksons.

## Clip
Le clip vidéo de One more chance a été réalisé à Las Vegas en octobre 2003 et écourté en raison de l'intrusion à Neverland des forces californiennes et de ce qui allait être le Procès Arvizo. L'artiste y a été filmé essentiellement de dos et de profil, dansant dans la salle et sur les tables d'un cabaret dont le public a été placé sur scène. Le clip figure sur le DVD Bonus inclus dans le coffret DVD Michael Jackson's Vision, sorti en 2010, et qui rassemble tous les clips vidéos de l'artiste.

## Crédits
- Écrit et Composé par R. Kelly
- Produit par R. Kelly et Michael Jackson
- Voix de fond : R. Kelly et Michael Jackson
- Enregistré par : Brad Buxer et John Nettlesby
- Mixé par Serban Ghenea
- Édition Numérique par John Nettlesby
- Arrangements des cordes par Michael Jackson
- Guitare par : Donnie Lyle
- Ingénieur Assistant : Tim Roberts

## Liste des pistes
| Number Ones - Vidéoclip (DVD) 1. One More Chance (Official Video) - 4:24 États-Unis - 12" vinyl (33 tours) - A1. One More Chance (Metro Remix) – 3:50 - A2. One More Chance (Paul Oakenfold Urban Mix) – 3:37 - B1. One More Chance (Paul Oakenfold Mix) – 3:50 - B2. One More Chance (Ron G Club Remix) – 4:00 - B3. One More Chance (album version) – 3:50 États-Unis - CD maxi single 1. One More Chance (album version) – 3:50 2. One More Chance (Paul Oakenfold Mix) – 3:50 3. One More Chance (Metro Remix) – 3:50 4. One More Chance (Ron G Club Remix) – 4:00 5. One More Chance (Paul Oakenfold Urban Mix) – 3:37 États-Unis - 12" promo vinyl - A1. One More Chance (album version) – 3:50 - A2. One More Chance (R. Kelly Remix) – 3:50 - A3. One More Chance (Ron G Club Remix) – 4:00 - B1. One More Chance (Paul Oakenfold Urban Mix) – 3:37 - B2. One More Chance (Paul Oakenfold Mix) – 3:50 - B3. One More Chance (Night & Day R&B Mix) – 3:36 Canada - CD single 1. One More Chance (album version) – 3:50 2. One More Chance (Ron G. Rhythmic Mix) – 3:50 3. One More Chance (Paul Oakenfold Pop Mix) – 3:45 Europe - CD maxi single 1. One More Chance (album version) – 3:50 2. One More Chance (Paul Oakenfold Mix) – 3:50 3. One More Chance (Metro Remix) – 3:50 4. One More Chance (Ron G Club Remix) – 4:00 Europe - promo CD single 1. One More Chance – 3:50 | Royaume-Uni - CD single (CD1) 1. One More Chance (album version) – 3:50 2. One More Chance (Paul Oakenfold Urban Mix) – 3:37 Royaume-Uni - CD single (CD2) 1. One More Chance (album version) – 3:50 2. One More Chance (Paul Oakenfold Mix) – 3:50 3. One More Chance (Metro Remix) – 3:50 4. One More Chance (Ron G Club Remix) – 4:00 Royaume-Uni - promo 12" vinyl - A1. One More Chance (Paul Oakenfold Urban Mix) – 3:37 - B1. One More Chance (Ron G Club Remix) – 4:00 - B2. One More Chance (album version) – 3:50 Royaume-Uni - 12" vinyl - A1. One More Chance (Metro Remix) – 3:50 - A2. One More Chance (Paul Oakenfold Urban Mix) – 3:37 - B1. One More Chance (Paul Oakenfold Mix) – 3:50 - B2. One More Chance (Ron G Club Remix) – 4:00 - B3. One More Chance (album version) – 3:50 Royaume-Uni - limited edition 12" vinyl picture disc - A. One More Chance (album version) – 3:50 - B. Billie Jean (album version) – 4:54 Allemagne - mini CD 1. One More Chance (album version) – 3:50 2. Ben (2003 live edit) – 2:45 |